# 阿尔弗雷德·金茨勒
阿尔弗雷德·金茨勒（德語：Alfred Kienzle，1913年5月1日—1940年9月4日），德国男子水球运动员。他曾代表德国参加1936年夏季奥林匹克运动会水球比赛，获得一枚银牌。他也参加了1938年欧洲锦标赛，同样获得亚军。